# 中野栄三郎
中野 栄三郎（なかの えいざぶろう、旧姓・茂木、1887年（明治20年）4月18日 - 1988年（昭和63年）7月9日）は、日本の実業家。野田醤油（現・キッコーマン）社長。小網商店無限責任社員。

## 人物
千葉県東葛飾郡野田町（現・千葉県野田市）出身。茂木七郎右衛門の二男。茂木順三郎の弟。叔父・中野長兵衛の養子となった。1912年、慶應義塾大学部法律科卒業。1936年、養父退隠により家督を相続した。
野田醤油社長、同社常務取締役、柏屋商事、銚子醤油（現・ヒゲタ醤油）、満州野田醤油、野田運輸、総武鉄道各取締役、野田商誘銀行各監査役等をつとめた。
趣味は柔道。宗教は真言宗。住所は千葉県東葛飾郡野田町。

## 家族・親族
茂木家
- 父・茂木七郎右衛門 (6代)（千葉県多額納税者、資産家、野田醤油初代社長）
- 兄・茂木順三郎（千葉県多額納税者、柏屋商事社長）

中野家
- 叔父、養父・長兵衛（1864年 - ?、千葉県多額納税者、醤油問屋業）
- 妻・エイ（1895年 - ?、東京、大野屋、太物商・前田兼七の二女）[8]
- 養子・武四郎（1911年 - ?、娘婿。千葉、高梨兵左衛門の四男[9][10]、1935年に慶應義塾大学法学部法律科卒業[7]）
- 長女・良子（1914年 - ?、養子・武四郎の妻）[10] ‐ 武四郎と良子の二男に中野泰三郎
- 二女・国子（1917年 - ?） ‐ 茂木順三郎の養女となる。キッコーマン社長茂木克己の妻。[10]
- 女・徳子（1920年 - ）[10] ‐ 野田市議・須賀長三郎（茂木房五郎 (4代)の三男で須賀孫七の養子、茂木房五郎 (5代)の弟）の妻
- 男・中野孝三郎（1927年 - ）[10] ‐ 岳父は茂木房五郎 (5代)。娘の徳子は金田中4代目女将[11]
- 二男・友次郎（1929年 - ） ‐ 茂木順三郎の養子となる。[10][12]

親戚
- 高梨兵左衛門（千葉県多額納税者、醤油醸造業）[9]
- 四代茂木房五郎（旧名は熊蔵、千葉県多額納税者、醤油醸造家、会社重役）
- 五代茂木房五郎（旧名は三千蔵、千葉県多額納税者、会社重役）
- 前田兼七（太物商、日本橋区会議員）[8]